# Legião de Prata
Legião de Prata, também conhecida como Camisas de Prata, foi uma organização fascista americana fundada por William Dudley Pelley.
O emblema da Legião de Prata era um "L" escarlate. Essa letra representava as crenças do grupo: "Lealdade à República Americana", "Libertação do Materialismo" e, claro, a própria Legião de Prata.